# Remy A. Presas

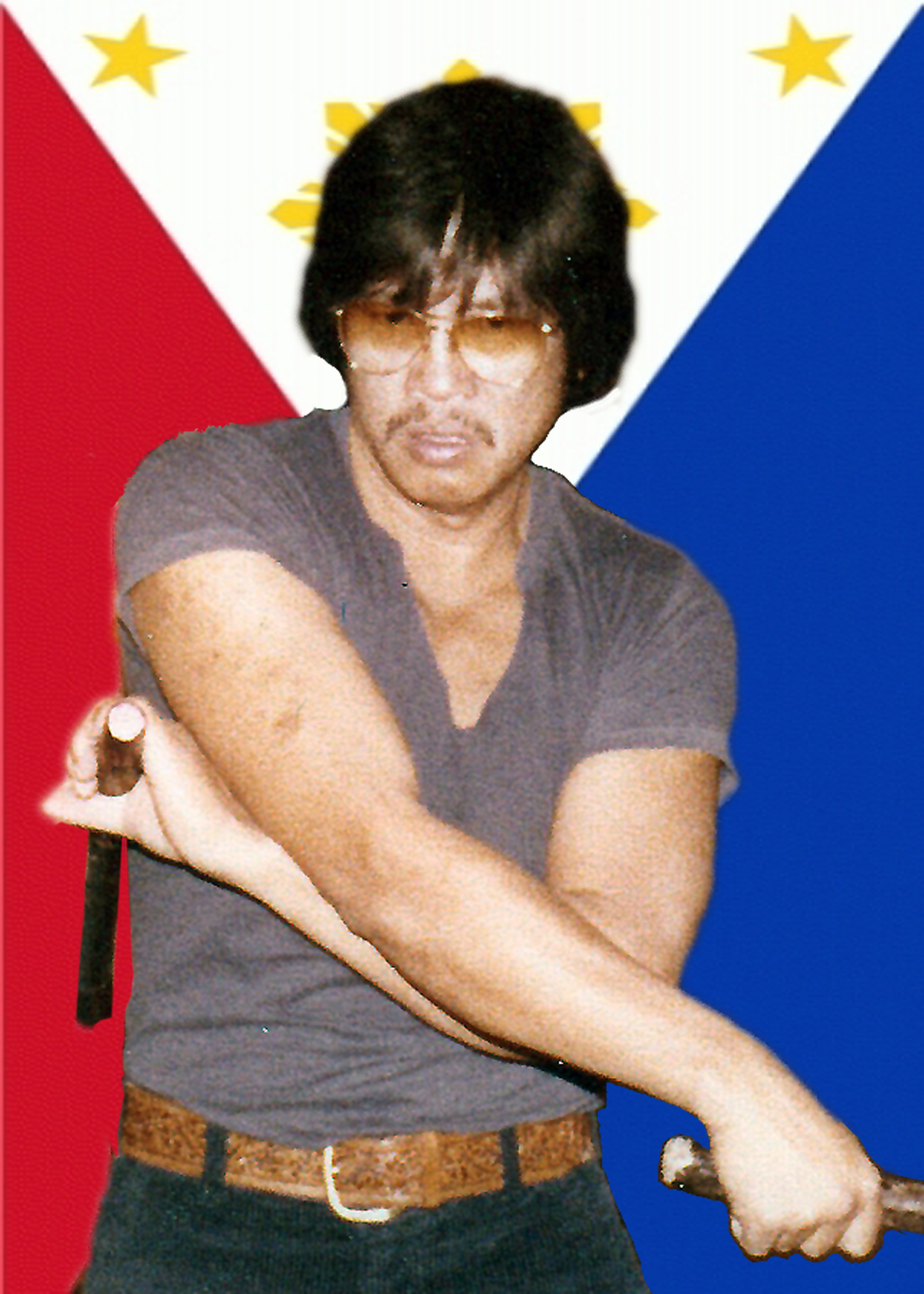
Remy Presas

Remy Amador Presas (* 19. Dezember 1936 in Hinigaran, Negros Occidental; † 28. August 2001) war ein philippinischer Kampfkunst-Trainer.
Schon mit 6 Jahren begann er bei seinem Vater Jose Bongco y Presas mit dem Arnis-Training. Mit 14 Jahren reiste er durch die Philippinen und trainierte bei verschiedenen Meistern.
Als er wieder nach Hinigaran zurückkehrte, trainierte er weiter, um sich zu perfektionieren. Er entwickelte neue Techniken, um das klassische Arnis zu kontern, und er veränderte die Art zu unterrichten: Statt sein Wissen (wie früher) von einem Meister an einen Schüler weiterzugeben, trainierte er mit ganzen Schulklassen. Außerdem verlangte er von seinen Schülern moralische Werte wie Disziplin.
Um Verletzungen zu vermeiden, wurde von nun an auch nicht mehr auf die Hand des Partners geblockt, sondern auf den Stock. So wurde es jedem möglich, ohne Gefahr für die Gesundheit zu trainieren, und Arnis wandelte sich von einer Kriegs-Kunst zu einer Kampf-Kunst bzw. zu einer Sportart zum Zweck der Selbstverteidigung.
Durch die Fürsprache von Präsident Ferdinand Marcos und Major General Jose Rancudo (die 1968 auf ihn aufmerksam wurden) gelang es ihm, Arnis wieder auf den Philippinen zu verbreiten, und er unterrichtete hunderte von Trainern, außerdem die Polizei und die Armee.
Er gründete die Modern Arnis Federation of the Philippines (MAFP) und wurde 1975 auch in den Vereinigten Staaten immer bekannter. Seine Technik verbreitete sich immer weiter, und er begann mit Rundreisen, um seine Schüler zu betreuen. Auf Anfrage begann er auch in andere Länder, wie z. B. Japan, Deutschland, Holland, Finnland, Schweden, England, Dänemark, Australien, Neuseeland und Kanada zu reisen, um seinen Stil zu unterrichten.
Remy Presas starb am 28. August 2001 im Alter von 65 Jahren an einem Gehirntumor.

## Werke
- Remy Presas: Modern Arnis. The Filipino Art of Stick Fighting. 1983.